# Castilleja suksdorfii
Castilleja suksdorfii är en snyltrotsväxtart som beskrevs av Asa Gray. Castilleja suksdorfii ingår i släktet målarborstar, och familjen snyltrotsväxter. Inga underarter finns listade i Catalogue of Life.

## Bildgalleri

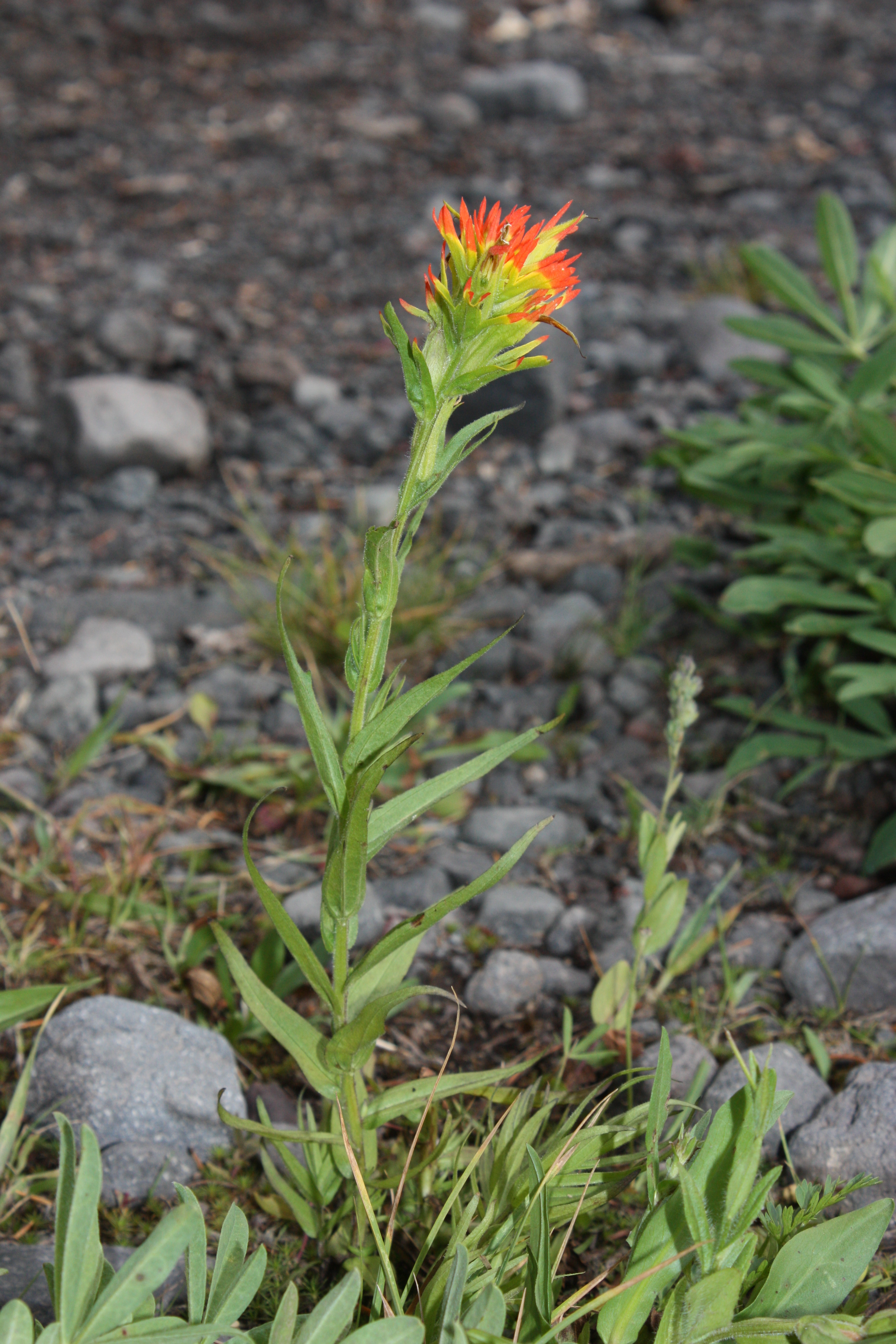